# Khamisia banisad
Khamisia banisad là một loài nhện trong họ Oonopidae.
Loài này thuộc chi Khamisia. Khamisia banisad được miêu tả năm 2006 bởi Michael Saaristo & van Harten.